# Austrochaperina fryi
Espèce
Synonymes
- Sphenophryne fryi Zweifel, 1962

Statut de conservation UICN

 LC  : Préoccupation mineure
Austrochaperina fryi est une espèce d'amphibiens de la famille des Microhylidae.

## Répartition
Cette espèce est endémique du Nord-Est du Queensland en Australie. Elle se rencontre entre le plateau d'Atherton et la ville de Cooktown. Elle est présente du niveau de la mer jusqu'à 1 300 m d'altitude,. Son aire de répartition couvre environ 6 400 km2.

## Étymologie
Son nom d'espèce, fryi, lui a donné en référence à Dene Barrett Fry, herpétologiste australien.

## Publication originale
- Zweifel, 1962 : A systematic review of the microhylid frogs of Australia. American Museum novitates, no 2113, p. 1-40.